# Kepler-11g
Kepler- 11g es un exoplaneta descubierto en la órbita de la estrella de tipo solar Kepler-11 por la nave espacial Kepler, un satélite de NASA que se encarga de la búsqueda de planetas terrestres. Kepler- 11g es el más exterior de los seis planetas que orbitan alrededor de la estrella. El planeta orbita a una distancia que es casi la mitad de la distancia media entre la Tierra y el Sol. Se completa una órbita cada 118 días, situándose a una distancia que es mucho más lejos de su estrella que los otros cinco planetas interiores del sistema. Se estima que tiene un radio que es cuatro veces más grande que la Tierra, es decir, aproximadamente el tamaño de Neptuno. Su distancia de los planetas interiores ha hecho su confirmación más difícil que la de los planetas interiores, ya que los científicos tuvieron que trabajar para refutar todas las alternativas razonables antes de que se pudiera confirmar la existencia de Kepler-11g. El descubrimiento del planeta, junto con la de los otros planetas de Kepler-11, se anunció el 2 de febrero de 2011. Según la NASA, los planetas de Kepler-11 forman el sistema más plano y más compacto jamás descubierto.

## Nombre y descubrimiento

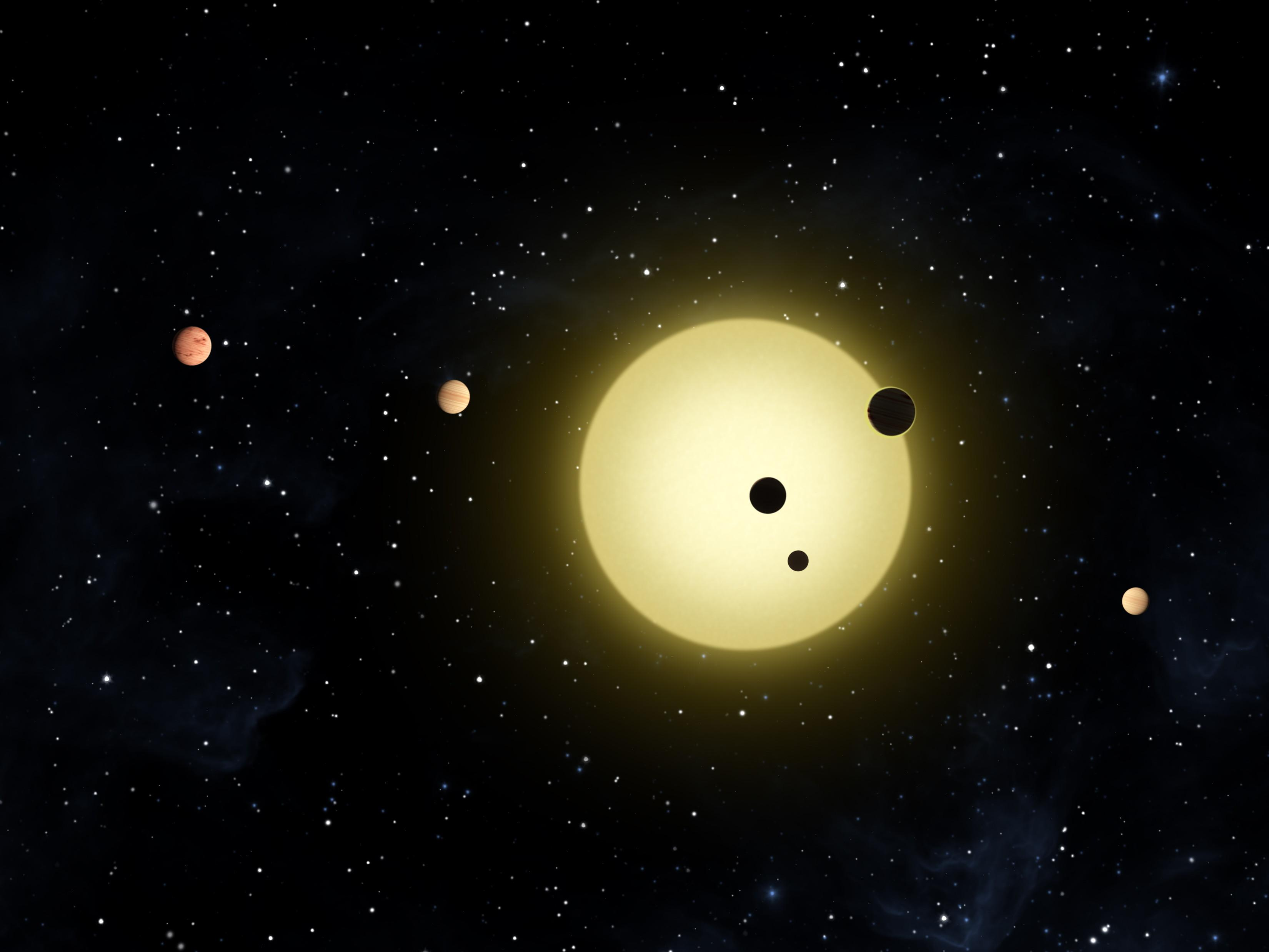
Sistema solar Kepler-11

Al igual que con todos los exoplanetas, Kepler-11g nombra primero a su estrella, Kepler-11. Debido a que Kepler-11g fue anunciado al mismo tiempo que los otros cinco planetas en el sistema, sus nombres están ordenados por su distancia a la estrella madre, por lo que, al ser Kepler-11g el sexto planeta a partir de Kepler-11, se le dio el designación "g". Kepler-11 fue nombrado por el telescopio espacial Kepler, de la NASA que se encuentra orbitando a la Tierra a la caza de planetas como similares al nuestro en una pequeña zona del cielo entre las constelaciones de Cygnus y Lyra mediante la observación de planetas que transitan o cruzan por delante de sus estrellas. El tránsito hace atenuar un poco y de forma regular el brillo de la estrella, un fenómeno que nota el satélite Kepler y que observaciones posteriores refutan, descubriendo así la existencia de un cuerpo planetario. Kepler-11d fue nombrado, teniendo en cuenta la designación KOI-157, de objetos de interés Kepler.
Observaciones de seguimiento se llevaron a cabo desde el telescopio Hale y el telescopio Shane en California, el telescopio I del Observatorio W. M. Keck en Hawái, los telescopios del WIYN, Whipple, y los observatorios de MMT en Arizona, el telescopio Hobby-Eberly y el telescopio Harlan J. Smith del oeste de Texas. Además, el telescopio Espacial Spitzer fue utilizado. Kepler-11d, junto con sus cinco planetas hermanos, se dieron a conocer al público el 2 de febrero de 2011. Su descubrimiento fue publicado en la revista Nature el día siguiente. La lejanía de este planeta con respecto a su estrella hizo especialmente difícil su observación, postulando una posibilidad del 0,18% de que en realidad fuera un falso positivo, un error en los datos debido a una eclipse de estrella binaria.

## Kepler-11 y sistema planetario
Kepler-11 es una estrella de tipo G, en la constelación Cygnus. Con una masa de 0,95 masas solares, un radio de 1,1 radios solares, una metalicidad de 0 y una temperatura efectiva de 5680 K, Kepler-11 está cerca de la masa (95%), radio (110%), y el contenido de hierro del Sol. Se ha observado que la metalicidad juega un papel importante para determinar el tipo de planeta que se forma en una estrella. Estrellas ricas en nubes de metales tienden a crear núcleos planetarios para agregar a un tamaño prominente, mientras que por la gravedad somete a los gases primordiales todavía existen en el sistema formándose en esas condiciones los gigantes gaseosos. También es ligeramente más fría que el Sol. Sin embargo, se le estima una edad de ocho (± dos) millones de años, mucho más antigua que el Sol. Kepler-11 es el anfitrión de otros cinco planetas distintos de Kepler-11d: Kepler-11b, Kepler-11c, Kepler-11e, Kepler-11f, y Kepler-11g. Los primeros cinco planetas en el sistema tienen órbitas que, en conjunto podría caber en la órbita del planeta Mercurio, mientras que Kepler-11g orbita a una distancia considerablemente mayor en relación con las órbitas de sus compañeros internos.
A una distancia de 613 parsecs, Kepler-11d tiene una magnitud aparente de 14,2. Por tanto, no es visible a simple vista.

## Características
| Comparación de temperaturas       | Venus               | Tierra               | Kepler-11g            | Marte                 |
| Temperatura de equilibrio global  | 307 K 34 °C 93 °F   | 255 K −18 °C −0.4 °F | 400 K 127 °C 260.6 °F | 206 K −67 °C −88.6 °F |
| + Efecto invernadero de Venus     | 737 K 464 °C 867 °F |                      |                       |                       |
| + Efecto invernadero de la Tierra |                     | 288 K 15 °C 59 °F    |                       |                       |
| + efecto invernadero de Marte     |                     |                      |                       | 210 K −63 °C −81 °F   |
| bloqueo de mareas                 | casi                | No                   | desconocido           | No                    |
| Albedo                            | 0,9                 | 0,29                 | desconocido           | 0,25                  |
| Refs.                             |                     |                      |                       |                       |

La presencia de grandes cantidades de hidrógeno y helio en Kepler-11d, Kepler-11e, y Kepler-11f sugieren que estos planetas se formaron en los primeros millones de años de existencia del sistema, cuando el gas fue capturado por el disco protoplanetario de formación.
Kepler-11g, el sexto planeta de seis de su estrella, se estima en un máximo de 0,95 veces la masa de Júpiter, o 300 veces la de la Tierra Su masa exacta no se puede determinar porque mientras que se utilizaron las interacciones gravitacionales de cinco planetas interiores de Kepler-11 para determinar sus masas, la gran distancia de Kepler-11g impidió que afecte, o ser afectado por, los otros cinco planetas. Como resultado, solo un límite superior se puede colocar en la masa, que se basa en la suposición de que si fuera por encima de este límite, se observaron efectos gravitacionales sobre los otros planetas. Su radio se estima en 3,66 veces la de Tierra, sobre el tamaño de Neptuno. Kepler-11g tiene una superficie estimada temperatura de equilibrio de 400 K, más de 1,5 veces la de la temperatura de equilibrio de la Tierra. Kepler-11g orbita Kepler-11 cada 118,37774 días (más de 2,5 veces la del quinto planeta de Kepler-11, Kepler-11f) a una distancia de 0.462 UA, casi la mitad de la distancia desde la que Tierra gira alrededor del sol. Su excentricidad es desconocido. En comparación, el planeta Mercurio órbitas del Sol cada 87,97 días a una distancia de 0,387 UA. Con un inclinación orbital de 89,8°, Kepler-11g se ve casi de canto con respecto a la Tierra.